# 13260 Сабадель
13260 Сабадель (13260 Sabadell) — астероїд головного поясу, відкритий 23 серпня 1998 року.
Тіссеранів параметр щодо Юпітера — 3,390.